# 원당대로
원당대로(元堂大路)는 인천광역시 서구 오류동 검단2교차로와 아라동 유현사거리까지 잇는 간선도로이다. 유현사거리를 통해 장제로, 풍무로와도 접촉 가능하며 이 길목을 건너면 김포시와도 접촉한다. 또한 국가지원지방도 제84호선의 일부를 이룬다.

## 연혁
- 2008년 12월 31일: 도로명으로 원당대로를 고시

## 통과하는 지자체
- 서구
  - 오류왕길동 - 당하동 - 원당동 - 아라동

## 접촉하는 도로
- 중봉대로
- 봉수대로
- 서곶로
- 장제로

## 주변 시설
- 검단공구상가
- 현대선기
- 공영급행
- 인천어린이천문대
- SK행복충전 대화충전소
- E1 지가스충전소
- 롯데마트 검단점
- 검단금호어울림
- 보미골드리즌빌아파트
- 완정역
- 당하푸르지오아파트
- 동문굿모닝힐아파트
- 인천서부소방서 원당119안전센터
- 원당금호어울림2차아파트
- 한국토지주택공사 검단사업단
- 인천서구 영어마을GEC

## 주변 철도역
- 인천 도시철도 2호선 : 완정역

## 비고
- 종점인 유현사거리에서는 북쪽으로는 풍무로를, 남쪽으로는 장제로와도 연결되며 풍무로를 통해 김포로 올 수 있고, 장제로를 통해 계양구와도 접근 가능하다.
- 이 도로는 유현로와도 계속 직결되어 김포시내로도 접근 가능하다.
- 도로 연선상 일부는 마전동 관할도 포함된다.